# سان بندتو پو
سان بندتو پو (به ایتالیایی: San Benedetto Po) یک کومونه در ایتالیا است که در استان منتووا واقع شده‌است.

## خصوصیات
سان بندتو پو ۶۹٫۶ کیلومترمربع مساحت و ۷٬۶۰۷ نفر جمعیت دارد و ۱۹ متر بالاتر از سطح دریا واقع شده‌است.